# O Globo

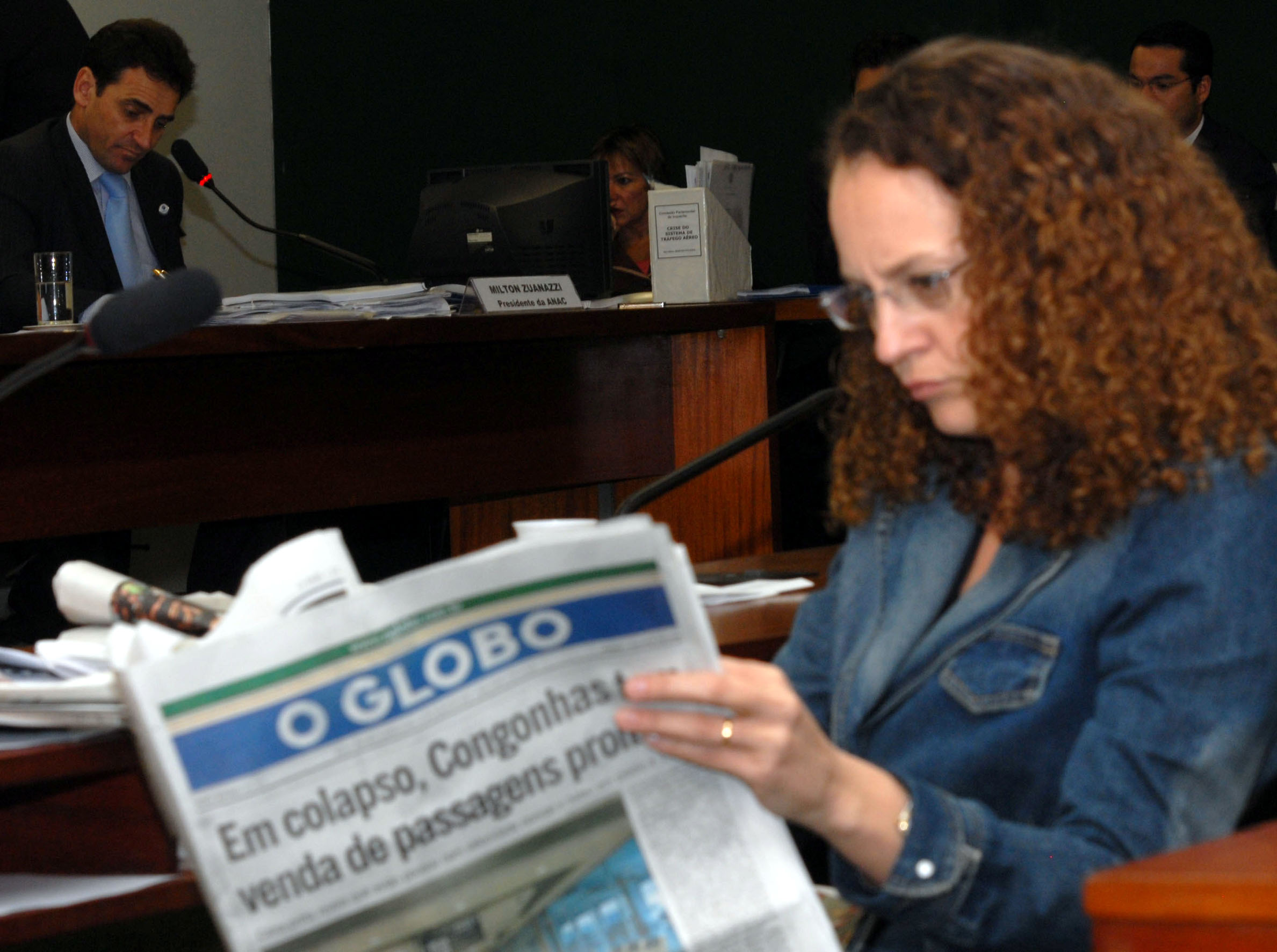
La deputata brasiliana Luciana Genro legge O Globo

O Globo è un quotidiano brasiliano, con sede a Rio de Janeiro, fondato nel 1925 dal giornalista Irineu Marinho.
Il giornale è pubblicato da Infoglobo, appartenente al Grupo Globo, il più grande gruppo brasiliano operante nel settore dei media.

## Redazione attuale
Direttore
- Ascânio Seleme

Editorialisti
- Miriam Leitão
- Merval Peireira
- Luís Fernando Veríssimo
- Elio Gaspari
- Ancelmo Gois
- Renato Maurício Prado
- Fernando Calazans